# セルゲイ・トゥマーンスキー
セルゲイ・コンスタンチーノヴィチ・トゥマーンスキー （ロシア語:Сергей Константинович Туманский スィルギェーイ・カンスタンチーナヴィチュ・トゥマーンスキイ、1901年5月21日ミンスク – 1973年9月9日モスクワ）は、ソビエト連邦の航空機エンジンの技術者で、トゥマーンスキー設計局（第300設計局、OKB-300）の主任設計者だった。彼の開発したエンジンはソ連の航空機の主力に使用され、冷戦期長らく西側にとって大きな脅威となった。
1931年から1938年まで訓練を積んだ後、再びP・I・バラノフ記念航空エンジン中央研究所で航空機のエンジンの研究に戻った。1943年ミクーリン設計局に勤めた。1955年、主任技術者に抜擢された。1956年にミクーリンが移動すると、代わりにゼネラルデザイナーとなり設計局の名称もツマンスキー設計局に改称された。これに伴い、RD-9は名称が変更されている。
トゥマーンスキーは超音速機用のジェットエンジンの開発において大きな影響を与えた。MiG-21にはR-11 R-300が搭載され、MiG-25はR-15を搭載することで初めてマッハ3を超えた。
1946年、国家勲章を授与され、1957年にはソビエト国家労働レーニン賞をR-11エンジンの開発の功績に対して贈られた。1964年6月、ロシア科学アカデミーの会員に選出された。